# Hrnčići
Hrnčići är ett samhälle i Bosnien och Hercegovina.   Det ligger i entiteten Republika Srpska, i den östra delen av landet, 80 km nordost om huvudstaden Sarajevo. Hrnčići ligger 466 meter över havet och antalet invånare är 1 226.
Terrängen runt Hrnčići är kuperad. Närmaste större samhälle är Milići, 8,9 km sydväst om Hrnčići.
Omgivningarna runt Hrnčići är en mosaik av jordbruksmark och naturlig växtlighet. Runt Hrnčići är det ganska tätbefolkat, med 67 invånare per kvadratkilometer.